# Amber English
Amber English (n. 25 octombrie 1989, Colorado Springs, Colorado, SUA) este o trăgătoare de tir ce a reprezentat Statele Unite ale Americii, medaliată olimpică. A participat la o ediție a Jocurilor Olimpice (2020) în care a câștigat o medalie de aur.

## Participări
Lista de mai jos prezintă principalele competiții la care a participat Amber English de-a lungul carierei.
- Tir la Jocurile Olimpice de vară din 2020 - Skeet (feminin)[1]